# Prix Gaston Brunet
Prix Gaston Brunet  är ett travlopp för 4-åriga varmblod (hingstar, ej valacker) som körs på Vincennesbanan utanför Paris i Frankrike varje år i april. Loppet är öppet för hästar som har sprungit in minst 30 000 euro. Det är ett Grupp 2-lopp, det vill säga ett lopp av näst högsta internationella klass. Loppet körs över distansen 2 700 (tidigare 2875) meter. Den samlade prisumman i loppet är 120 000 euro, förstapriset är 54 000 euro, vilket gör loppet till ett av de större fyraåringsloppen i Frankrike.
Dess motsvarighet för ston är Prix Gaston de Wazières som körs samma dag. Innan var också Prix Gaston Brunet öppen för ston. 

## Vinnare
| År   | Häst                                              | Efter                                             | Kusk                                              | Tränare                                           | Distans                                           | Tid                                               |
| ---- | ------------------------------------------------- | ------------------------------------------------- | ------------------------------------------------- | ------------------------------------------------- | ------------------------------------------------- | ------------------------------------------------- |
| 2024 | Kataki de Wallis                                  | Charly du Noyer                                   | Gabriele Gelormini                                | Alain Chavatte                                    | 2 700 m                                           | 1'12"5                                            |
| 2023 | Jushua Tree                                       | Bold Eagle                                        | Jean-Michel Bazire                                | Jean-Michel Bazire                                | 2 700 m                                           | 1'12"2                                            |
| 2022 | Italiano Vero                                     | Ready Cash                                        | David Thomain                                     | Philippe Allaire                                  | 2 700 m                                           | 1'13"0                                            |
| 2021 | Hatchet Man                                       | Goetmals Wood                                     | David Thomain                                     | Philippe Allaire                                  | 2 875 m                                           | 1'13"2                                            |
| 2020 | Inställt p.g.a. den pågående coronaviruspandemin. | Inställt p.g.a. den pågående coronaviruspandemin. | Inställt p.g.a. den pågående coronaviruspandemin. | Inställt p.g.a. den pågående coronaviruspandemin. | Inställt p.g.a. den pågående coronaviruspandemin. | Inställt p.g.a. den pågående coronaviruspandemin. |
| 2019 | Face Time Bourbon                                 | Ready Cash                                        | Björn Goop                                        | Sébastien Guarato                                 | 2 875 m                                           | 1'13"5                                            |
| 2018 | Earl Simon                                        | Prodigious                                        | Franck Ouvrie                                     | Jarmo Niskanen                                    | 2 875 m                                           | 1'12"8                                            |
| 2017 | Dijon                                             | Ganymède                                          | Romain Derieux                                    | Romain Derieux                                    | 2 100 m                                           | 1'12"5                                            |
| 2016 | Charly du Noyer                                   | Ready Cash                                        | Yoann Lebourgeois                                 | Philippe Allaire                                  | 2 100 m                                           | 1'12"4                                            |
| 2015 | Brillantissime                                    | Ready Cash                                        | Pierre Vercruysse                                 | Philippe Allaire                                  | 2 100 m                                           | 1'13"5                                            |
| 2014 | Aladin d'Écajeul                                  | Quaker Jet                                        | Éric Raffin                                       | Sébastien Guarato                                 | 2 100 m                                           | 1'13"                                             |
| 2013 | Vigove                                            | Gazouillis                                        | Pierre Vercruysse                                 | Franck Leblanc                                    | 2 100 m                                           | 1'12"8                                            |
| 2012 | Uhlan du Val                                      | Isléro de Bellouet                                | Cédric Mégissier                                  | Cédric Mégissier                                  | 2 100 m                                           | 1'12"2                                            |
| 2011 | The Best Madrik                                   | Coktail Jet                                       | Jean-Étienne Dubois                               | Jean-Étienne Dubois                               | 2 100 m                                           | 1'13"9                                            |
| 2010 | Sévérino                                          | Gobernador                                        | Christian Bigeon                                  | Christian Bigeon                                  | 2 100 m                                           | 1'13"2                                            |
| 2009 | Repeat Love                                       | Coktail Jet                                       | Jean-Pierre Dubois                                | Jean Baudron                                      | 2 100 m                                           | 1'13"4                                            |
| 2008 | Quaro                                             | Kiwi                                              | Jean-Michel Bazire                                | Fabrice Souloy                                    | 2 100 m                                           | 1'14"2                                            |
| 2007 | Pitt Cade                                         | Fortuna Fant                                      | Jean-Claude Hallais                               | Jean-Claude Hallais                               | 2 100 m                                           | 1'13"8                                            |
| 2006 | Opus Viervil                                      | Jag de Bellouet                                   | Christophe Gallier                                | Christophe Gallier                                | 2 100 m                                           | 1'12"6                                            |
| 2005 | Nadaillac                                         | Urane Sautonne                                    | Jean-William Hallais                              | Jean-Claude Hallais                               | 2 100 m                                           | 1'13"9                                            |
| 2004 | Meaulnes du Corta                                 | Voici du Niel                                     | Jean-Michel Bazire                                | Laurent-Claude Abrivard                           | 2 100 m                                           | 1'14"5                                            |
| 2003 | L'Océan d'Urfist                                  | Hibiscus du Rib                                   | Stéphane Guelpa                                   | Stéphane Guelpa                                   | 2 100 m                                           | 1'13"3                                            |
| 2002 | Kesaco Phedo                                      | Caballio in Blue                                  | Wilhelm Paal                                      | Philippe Allaire                                  | 2 100 m                                           | 1'14"                                             |
| 2001 | Jasmin de Flore                                   | Vivier de Montfort                                | Jean-Michel Bazire                                | Michael-Jean Ruault                               | 2 100 m                                           | 1'17"                                             |
| 2000 | Ipson de Mormal                                   | Biesolo                                           | Ulf Nordin                                        | Ulf Nordin                                        | 2 100 m                                           | 1'15"                                             |
| 1999 | Hand du Vivier                                    | And Arifant                                       | Jean-Pierre Thomain                               | Jean-Yves Lecuyer                                 | 2 700 m                                           | 1'15"8                                            |
| 1998 | Gavroche Perrine                                  | Ténor de Baune                                    | Jean-Baptiste Bossuet                             | Jean-Baptiste Bossuet                             | 2 700 m                                           | 1'15"9                                            |
| 1997 | Florilège                                         | Tipouf                                            | Michel Lenoir                                     | Vincent Collard                                   | 2 700 m                                           | 1'18"3                                            |
| 1996 | Écho                                              | Qlorest du Vivier                                 | Pierre Vercruysse                                 | Jean-Étienne Dubois                               | 2 700 m                                           | 1'16"7                                            |
| 1995 | Dahir de Prélong                                  | Fakir du Vivier                                   | Bertrand Lefèvre                                  | Bertrand Lefèvre                                  | 2 175 m                                           | 1'16"3                                            |
| 1994 | Colt Fortysix                                     | Podosis                                           | Loïc Lerenard                                     | Loïc Lerenard                                     | 2 175 m                                           | 1'14"2                                            |
| 1993 | Bon Vivant                                        | Rainbow Runner                                    | Jean-Pierre Dubois                                | Jean-Pierre Dubois                                | 2 375 m                                           | 1'18"4                                            |
| 1992 | As du Clos                                        | Kairon                                            | Jules Lepennetier                                 | Jules Lepennetier                                 | 2 300 m                                           | 1'16"8                                            |
| 1991 | Vip Tilly                                         | Istraéki                                          | Alain Laurent                                     | Jacky Béthouart                                   | 2 300 m                                           | 1'16"6                                            |
| 1990 | Ugh                                               | Honorin                                           | Michel Roussel                                    | Alain Houssin                                     | 2 150 m                                           | 1'15"4                                            |
| 1989 | Theo Del Amor                                     | Granit                                            | René Fabre                                        | René Fabre                                        | 2 150 m                                           | 1'17"5                                            |
| 1988 | Sabre d'Avril                                     | Hadol du Vivier                                   | Jean-Pierre Viel                                  | Jean-Pierre Viel                                  | 2 150 m                                           | 1'15"7                                            |
| 1987 | Ruanito d'Arc                                     | Dianthus                                          | Ulf Nordin                                        | Ulf Nordin                                        | 2 150 m                                           | 1'15"8                                            |
| 1986 | Quadrophenio                                      | Dekeel                                            | Daniel Béthouart                                  | Daniel Béthouart                                  | 2 150 m                                           | 1'17"2                                            |
| 1985 | Potin d'Amour                                     | Chambon P                                         | Jan Kruithof                                      | Jan Kruithof                                      | 2 300 m                                           | 1'17"5                                            |
| 1984 | Orco                                              | Carlo d'Orsay                                     | Gérard Mascle                                     | Domingo Perea                                     | 2 275 m                                           | 1'17"3                                            |
| 1983 | Nodesso                                           | Quioco                                            | Bernard Bédeloup                                  | Bernard Bédeloup                                  | 2 250 m                                           | 1'17"2                                            |
| 1982 | Minou du Donjon                                   | Quioco                                            | Jean-Claude Rivault                               | Jean-Claude Rivault                               | 2 250 m                                           | 1'17"4                                            |
| 1981 | Ludo du Chignon                                   | Quioco                                            | Ghislain Fontenay                                 | Ghislain Fontenay                                 | 2 250 m                                           | 1'17"                                             |
| 1980 | Kampion Creiomin                                  | Dug Creiomin                                      | Alain Roussel                                     | Alain Roussel                                     | 2 250 m                                           | 1'20"                                             |
| 1979 | Joyeux Chambon                                    | Chambon P                                         | Jean Lesne                                        | Jean Lesne                                        | 2 275 m                                           | 1'17"8                                            |
| 1978 | Ibère                                             | Ceton F                                           | Léopold Verroken                                  | Léopold Verroken                                  | 2 275 m                                           | 1'19"7                                            |